# Гевюдборгарсвайдід
Гевюдборгарсвайдід (ісл. Höfuðborgarsvæðið, дослівно Столична область) — регіон в Ісландії.
Регіон Гевюдборгарсвайдід є одним з восьми регіонів Ісландії й знаходиться в її південно-західній частині. В основному охоплює столицю країни Рейк'явік та його передмістя. Тут проживає дві третини населення країни. Площа регіону становить 1062 квадратних кілометри. Чисельність населення станом на 2013 рік — 203 678 осіб. Щільність населення дорівнює 192 чол./км². Адміністративний центр — Рейк'явік.
На заході узбережжя регіону Гевюдборгарсвайдід омивається водами Атлантичного океану, на півночі від нього знаходиться регіон Вестурланд, на сході — регіон Судурланд, на півдні — регіон Судурнес.

## Адміністративний поділ
Регіон адміністративно підрозділяється на 1 округ (сислу) і 5 «вільних громад». До вільних громад Гевюдборгарсвайдід відносяться:
- Рейк'явікурборґ. Площа — 268 км². Чисельність населення — 117 721 чоловік (на 2006 рік). Центр — Рейк'явік.
- Копавоґсбайр. Площа — 80 км². Чисельність населення — 28 561 чоловік. Центр — Коупавогур.
- Гардабайр. Площа — 71 км². Чисельність населення — 9 913 чоловік. Центр — Ґардабайр.
- Гафнарфйордаркаупстадур. Площа — 143 км². Чисельність населення — 24 839 осіб. Центр — Гапнарф'єрдюр.
- Селтьярнарнесбер. Площа — 2 км². Чисельність населення — 4 428 осіб. Центр — Селтьярнарнес.

Сисла регіону Гевюдборгарсвайдід:
- Кесар. Площа — 478 км². Чисельність населення — 10 053 осіб. Центр — Коупавогюр.

## Населення
| Рік  | Населення | Відсоток від загального населення Ісландії |
| ---- | --------- | ------------------------------------------ |
| 1920 | 21 441    | 22,70 %                                    |
| 1930 | 33 854    | 31,16 %                                    |
| 1940 | 43 841    | 36,06 %                                    |
| 1950 | 65 080    | 45,10 %                                    |
| 1960 | 89 493    | 49,93 %                                    |
| 1970 | 109 238   | 53,40 %                                    |
| 1980 | 121 698   | 52,65 %                                    |
| 1990 | 145 980   | 56,65 %                                    |
| 2000 | 175 000   | 61,44 %                                    |
| 2010 | 200 907   | 63,25 %                                    |